# 霍本和聖潘克拉斯 (英國國會選區)
霍本和聖潘克拉斯（英語： /ˈhoʊbərn ənd sənt ˈpænkrəs/），是英國下議院的自治市選區之一，始設於1983年。
現任議員為工黨党魁和英国首相施紀賢。

## 範圍
選區位於大倫敦的卡姆登區南部。

## 歷史
本區創設以來當區議員為工黨的弗蘭克·多布森，直至2015年。多布森在2010年大選中以46.1%選票勝出該區連任。多布森於2015年不再參選連任，改由同一政黨的施紀賢參選並當選。